# Relations entre l'Égypte et le Japon
Les Relations entre l'Égypte et le Japon désignent les relations internationales entre l'Égypte et le Japon. L'ambassadeur égyptien au Japon décrit ces relations comme une « amitié très forte », avec des ambassades mutuellement établies. Actuellement, les deux nations maintiennent un rapport cordial et des relations économiques fortes.

## Histoire
Les relations entre les deux pays débutent dès le XIXe siècle. Cependant, les relations modernes n'ont été inaugurées qu'en 1922, quand le Japon a reconnu l'indépendance de l'Égypte. Depuis lors, il y a eu une relation amicale, avec plusieurs visites de hauts diplomates, et des chefs d'État respectifs, le Premier ministre japonais Tomiichi Murayama visita l'Égypte en 1995 et le Président d'Égypte Hosni Mubarak visita le Japon en 1983, 1995, et 1999.
Entre 1998 et 2002, le Japon a prêté, accordé et fourni plus de 3,5 milliards $US à l'Égypte. En 2002, le commerce bilatéral entre l'Égypte et le Japon a dépassé le milliard de dollar.
En novembre 2007, 973 citoyens japonais résidaient en Égypte et plus de 130 000 touristes ont visité le pays contre 3 000 Égyptiens qui ont visité le Japon.

## Diplomatie
Le Japon considère l'Égypte comme un acteur clé dans sa diplomatie au Moyen-Orient. Les deux chefs de gouvernement sont connus pour se soutenir sur les questions concernant le processus de paix au Moyen-Orient.
Les deux pays maintiennent « un Comité conjoint » consacré aux développements des secteurs d'intérêt mutuel aux deux pays.